# Sangiorgio Elettrodomestici
Sangiorgio Elettrodomestici è un marchio di proprietà It Wash S.r.l. per il mercato italiano ed estero, utilizzato per elettrodomestici come: lavatrici, frigoriferi ed asciugatrici. In passato è stato di proprietà di varie società omonime.

## Storia
La Società di esercizio elettrodomestici San Giorgio S.p.A. sorse nel 1954 a Genova, a seguito della liquidazione della San Giorgio, società controllata dalla Finmeccanica, che in quell'anno attuava la conversione dalla produzione bellica a quella civile. Le attività dell'azienda furono avviate in uno stabilimento di La Spezia, ed iniziò con la produzione di lucidatrici, aspirapolvere, ventilatori da tavolo e a colonna, e successivamente di lavatrici.
Nel 1962 passò sotto il controllo della Ansaldo-San Giorgio e cambiò denominazione in San Giorgio elettrodomestici S.p.A., la cui sede legale fu trasferita nello stabilimento spezzino nella frazione Melara. Il numero di addetti passò dai 200 del 1963 agli oltre 800 del 1971. L'azienda ligure ottenne importanti consensi di mercato (soprattutto nel settore delle lavatrici), e aprì filiali a Torino, Milano, Roma, Napoli e Catania.
Nel 1984 la San Giorgio contava 900 dipendenti, registrava un bilancio in attivo ed aveva una buona presenza sui mercati esteri.  Tuttavia, in conseguenza delle privatizzazioni effettuate dall'IRI presieduta da Romano Prodi, il 60% del suo capitale venne ceduto alla El.Fi. di Verolanuova (BS), holding finanziaria dei fratelli Luigi e Gianfranco Nocivelli, imprenditori del settore degli elettrodomestici. Nel 1988 venne incorporata e assorbita dalla OCEAN, divenendo quindi un marchio secondario, scelta aziendale che determinò la contrazione delle sue quote di mercato.
Nel 2001 a seguito del crac finanziario del Gruppo Nocivelli che porta le sue aziende all'amministrazione controllata, lo stabilimento spezzino ed il marchio vengono ceduti nel 2004 alla So.Fi.Spe. S.r.l., società capeggiata da un gruppo di imprenditori del luogo, che due anni più tardi divenne San Giorgio elettrodomestici S.r.l..
Nel 2005 il marchio SANGIORGIO viene acquistato dalla spagnola Fagor Electrodomésticos, mentre nel 2007 la società Spezia Elettrodomestici s.r.l., controllata da Paolo Nocivelli, rileva lo stabilimento. 
L'azienda registra forti perdite di bilancio, che hanno come conseguenze, le riduzioni di organico e della capacità produttiva, che portano nel 2009 alla chiusura definitiva dello stabilimento di La Spezia e al licenziamento dei 147 lavoratori rimasti.
Al termine del 2010 il gruppo Fagor decide di sfruttare ancora il marchio attraverso la De Dietrich Elettrodomestici Italia Spa.
Nel 2014 il marchio SANGIORGIO viene rilevato dalla It Wash S.r.l. con sede e stabilimento di produzione ad Acerra (NA).